# Dany Brand
Dany Brand (* 23. Februar 1996 in Hinwil) ist ein Schweizer Hürdenläufer, der sich auf die  400-Meter-Distanz spezialisiert hat.

## Sportliche Laufbahn
Erste internationale Erfahrungen sammelte Dany Brand im Jahr 2014, als er bei den Juniorenweltmeisterschaften in Eugene mit 53,32 s in der ersten Runde ausschied. Im Jahr darauf belegte er bei den Junioreneuropameisterschaften in Eskilstuna in 52,16 s den fünften Platz, und 2016 nahm er erstmals an den Europameisterschaften in Amsterdam teil, schied dort aber mit 51,60 s im Vorlauf aus. 2017 gewann er bei den U23-Europameisterschaften in Bydgoszcz in 49,14 s die Silbermedaille und nahm anschliessend an der Sommer-Universiade in Taipeh teil, bei der er in 49,92 s den siebten Platz belegte und mit der Schweizer 4-mal-400-Meter-Staffel in 3:09,94 min Rang fünf erreichte. Im Jahr darauf schied er bei den Europameisterschaften in Berlin mit 50,82 s in der Vorrunde aus, und 2019 klassierte er sich bei den Studentenweltspielen in Neapel nach 49,83 s auf dem sechsten Platz. Ende Oktober nahm er an den Militärweltspielen in Wuhan teil, scheiterte dort aber mit 55,84 s in der ersten Runde. 2022 schied er bei den Europameisterschaften in München mit 50,30 s im Vorlauf aus. Im Jahr darauf wurde er bei der 1. Liga der Team-Europameisterschaft im Rahmen der Europaspiele in Chorzów in 49,97 s Fünfter im Hürdenlauf, und im August schied er bei den Weltmeisterschaften in Budapest mit 49,69 s in der ersten Runde aus. 2024 kam er bei den Europameisterschaften in Rom mit 49,99 s nicht über den Vorlauf hinaus.
2020 wurde Brand Schweizer Meister im 400-Meter-Hürdenlauf.

## Persönliche Bestzeiten
- 400 Meter: 46,83 s, 31. August 2023 in Zürich
  - 400 Meter (Halle): 48,59 s, 17. Februar 2019 in St. Gallen
- 300 m Hürden: 35,32 s, 5. Mai 2024 in Pliezhausen
- 400 m Hürden: 48,96 s, 14. September 2021 in Bellinzona